# Hans Friedrich von Ehrenkrook
Hans Friedrich von Ehrenkrook (eigentlich Friedrich Johann Otto Kurt von Ehrenkrook; * 20. Juli 1888 in Berlin; † 1. Februar 1968 in Marburg, Lahn) war ein deutscher Genealoge und Adelsrechtler.
Ehrenkrook war wesentlich beteiligt an der Gründung des Deutschen Adelsarchivs, der Fortsetzung der Gothaischen Taschenbücher in Form des Genealogischen Handbuchs des Adels und der Wiederbegründung des Adelsrechtsausschusses der Deutschen Adelsverbände.

## Leben
Ehrenkrooks Eltern waren der ehemalige Gutsbesitzer und Korvettenkapitän a. D. Friedrich von Ehrenkrook, Adelsbestätigung des preußischen Heroldsamtes 1903, und Mary Hemmingson. Hans Friedrich von Ehrenkrook wuchs mit drei Brüdern auf, die alle Offiziere wurden. Er selbst wurde Jurist mit beiden Staatsexamen. Schon während der Studienzeit fand er in der Adelswissenschaft, in Adelsrecht und Genealogie seinen Wirkungsbereich. In der Deutschen Adelsgenossenschaft wird er schon 1920 in Magdeburg tätig und war wesentlich an der Gründung einer Landesabteilung Magdeburg/Anhalt beteiligt. Auf dem am 22. Juni 1920 in Berlin abgehaltenen „Adelstag“ setzte sich Ehrenkrook vehement dafür ein, dass fortan niemand, der „unter seinen Vorfahren im Mannesstamme einen nach dem Jahre 1800 geborenen Nichtarier hat oder zu mehr als ein Viertel anderer als arischer Rasse entstammt, oder mit jemand verheiratet ist, bei dem dies zutrifft“, Mitglied der Deutschen Adelsgenossenschaft werden kann. Im selben Jahr wurde er Mitglied des Adelsausschusses, 1922 Erster Schriftführer beim Vorstand der Deutschen Adelsgenossenschaft, Mitglied des Eherates und stellvertretendes Mitglied des Adelskapitels.
1926 war er Regierungsrat in Ludwigslust und Mitglied der Landesabteilung Mecklenburg und Schriftführer der Pressestelle, später Leiter der familiengeschichtlichen Abteilung. Nach Schlesien versetzt wurde er auch dort Schriftführer der Landesabteilung und widmete sich der Behandlung und Überprüfung von Ahnentafeln. Er veröffentlichte in dieser Zeit:
- Ahnentafeln aus deutschen Gauen (Vier Bände)
- Stammfolgen schlesischer Adelsgeschlechter
- Nachkommen des Johannes Gottfried Dietze
- Stammtafeln 1194–1940
- sowie zahlreiche kleinere Aufsätze und Abhandlungen.

Nach dem Zweiten Weltkrieg begann seine Haupttätigkeit: Zusammen mit Jürgen von Flotow (1902–1976) gründete er – zunächst rein privat – das Deutsche Adelsarchiv, denn jedwedes Vereinsleben war noch von den Alliierten Besatzungsmächten verboten. Unter diesem Namen wurden bereits im Oktober 1945 Familiennachrichten und kurz darauf die „Flüchtlingslisten“ herausgebracht, die ein wertvolles Instrument des Wiederfindens adliger Familien waren. Die Gründung des Archivs erfolgte an seinem damaligen Wohnsitz auf Schloss Wrisbergholzen. Dort waren auch andere Adelsfamilien, die aus ihrer Heimat im Osten des Großdeutschen Reichs geflüchtet oder vertrieben worden waren, zunächst ansässig geworden. Mit der Währungsreform 1948 änderte sich der Name der Vereinigung in „Deutsches Adelsarchiv“ und später in Deutsches Adelsblatt.
Ehrenkrooks Anliegen war es, der damals großen Zahl von Namensschwindlern das Handwerk zu legen. Es gelang ihm, mehr als 1.000 falsche „adlige“ Namensträger zu entlarven, die den Behörden und Gerichten namhaft gemacht wurden. Die Zahl der vom Adelsarchiv gegebenen Auskünfte und Hinweise ist kaum zu übersehen.
Zunächst auf Schloss Wrisbergholzen (Ehrenkrooks Wohnsitz), dann in Schloss Schönstadt und schließlich in Marburg/Lahn wurden umfassende Sammlungen angelegt und eine Fachbibliothek des Adels aufgebaut.
Ehrenkrook war seit 1913 mit Carola von Hagen (1890–1977), Tochter des Obersts Karl von Hagen und der Olga Rykena, verheiratet. Das Paar hatte eine Tochter und drei Söhne. Die Söhne Olof-Erik, Hans-Harald und Bernd-Hagen sind im Zweiten Weltkrieg gefallen. Die Tochter Roswitha (1922–1986) heiratete den Bundeswehr-Offizier Friedrich Wilhelm Freiherr von Lyncker, Namensvereinigung 1947 von Lyncker und Ehrenkrook mit Erlass des niedersächsischen Innenministers, adelsrechtliche Nichtbeanstandung 1949. Friedrich Wilhelm Freiherr von Lyncker und Ehrenkrook (1915–1993) agierte ebenfalls beim GHdA mit. 
Hans Friedrich von Ehrenkrook war bereits seit 1919 Ehrenritter des Johanniterordens und seit 1958 Träger des Bundesverdienstkreuzes 1. Klasse. Verschiedene Nachrufe zu seinem Ableben sind von mehreren Verbänden und Honoratioren im Deutschen Adelsblatt in der Februar-Ausgabe 1968 publiziert worden. Auch der Verlag C. A. Starke und das Deutsche Adelsblatt veröffentlichten eine Korrespondenz.

### Genealogisches Handbuch des Adels
Ehrenkrooks Hauptanliegen war jedoch die Fortsetzung der Gothaischen Taschenbücher. Hierin arbeitete er mit dem Inhaber des wieder gegründeten Starke Verlags (ehemals Görlitz, dann Glücksburg/Ostsee, jetzt Limburg) zusammen. Im Jahre 1950 erschien die erste Ankündigung, 1951 der erste Band des Genealogischen Handbuchs des Adels über deutsche Fürstenhäuser, dem in rascher Folge Bände über Gräfliche, Freiherrliche und untitulierte Adelshäuser folgten. Ehrenkrook war hier unter Mithilfe seiner Ehefrau Hauptbearbeiter der Bände 1–35. Heute sind es 149 Bände. Auch ein 17-bändiges neues Adelslexikon wurde herausgegeben. Seine Nachfolge als Hauptbearbeiter des GHdA, mit ebenfalls jahrzehntelanger Wirkungszeit, in Unterstützung durch Friedrich Wilhelm Euler, waren zunächst Walter von Hueck und dann Christoph Franke, jetzt Gottfried Graf Finck von Finckenstein. Die beiden letztgenannten Archivare arbeiten auch führend am neuen Gothaischen Genealogischen Handbuch mit.

## Werke (Auswahl)
- Hans-Friedrich und Carola von Ehrenkrook: Stammfolgen schlesischer Adelsgeschlechter, Hrsg. Förderung der LA Schlesien der Deutschen Adelsgenossenschaft, C. A. Starke, Görlitz 1941.
- Hans-Friedrich von Ehrenkrook: Stammfolge des Geschlechts der Freiherren von Braun, C. A. Starke, Limburg an der Lahn 1959.